# PPl 15
PPl 15 – układ podwójny składający się z brązowych karłów, położony w gromadzie otwartej Plejady. W momencie jego odkrycia był to pierwszy obiekt kosmiczny potwierdzony spektroskopowo w tzw. teście litowym jako brązowy karzeł. W późniejszym czasie odkryto, że PPl 15 jest układem podwójnym składającym się z dwóch brązowych karłów. Oznaczenie obiektu zostało mu nadane w ramach przeglądu nieba Palomar Pleiades survey (PPl), był on 15. obiektem skatalogowanym w czasie tego programu.
Obiekt został odkryty przez astronoma Johna Stauffera w 1994. Rok później astronomowie Gibor Basri, Geoffrey Marcy i James Graham odkryli w widmie linie litu, co potwierdziło, że nie jest on gwiazdą o niskiej masie, ale właśnie brązowym karłem. W normalnych gwiazdach znajdujący się tuż pod powierzchnią gwiazdy lit jest przenoszony przez prądy konwekcyjne do jądra, gdzie jest „spalany” w fuzji. W przypadku brązowych karłów lit jest również przenoszony do ich wnętrza, ale w ich jądrach nie zachodzi fuzja i nie dochodzi do spalania litu. W przypadku gwiazd w Plejadach, są one wystarczająco stare, aby spaliły już całkowicie obecny w nich początkowo lit, silna linia absorpcyjna litu w widmie PPl 15 oznaczała, że obiekt jest „nieudaną gwiazdą” czyli brązowym karłem, a nie zwykłą, choć bardzo małą gwiazdą.
Początkowo masa obiektu została określona na około 0,078 M☉, co stawiało go przy górnej granicy (maksymalnej) masy tego typu obiektów wynoszącej około 0,075 do 0,080 masy Słońca. Pomimo obecności w widmie obiektu linii litu możliwe jeszcze było, że jest to bardzo młoda gwiazda lub obiekt pośredni pomiędzy brązowym karłem a gwiazdą.
Dodatkowe obserwacje dokonane w późniejszym czasie przez Gibora Basriego i Eduardo Martina pokazały, że PPl 15 jest w rzeczywistości bardzo ciasnym układem podwójnym składającym się z dwóch brązowych karłów, a nie pojedynczym obiektem tego typu. Brązowe karły obiegają się wzajemnie co niecałe sześć dni (5,825 ± 0,3 dnia) w odległości 0,03 jednostki astronomicznej. Stosunek mas obiektów M2/M1 wynosi 0,85 ± 0,05, a łączna masa obiektu wynosi pomiędzy 60 a 70 mas Jowisza.